# Jada Pinkett Smith
Jada Koren Pinkett-Smith (Baltimore, 18 september 1971) is een Amerikaans actrice. Zij werd in 2009 samen met haar medehoofdrolspeelsters uit The Women genomineerd voor de Razzie Award voor slechtste actrice. Daarentegen won ze in 2010 een Image Award voor beste actrice in een dramaserie voor haar hoofdrol in Hawthorne. Pinkett-Smith speelde van 1991 tot en met 1993 Lena James in A Different World en debuteerde in 1993 op het witte doek als Ronnie in Menace II Society.
Pinkett-Smith speelde sinds haar filmdebuut in meer dan twintig bioscooptitels. Sommige rollen speelde ze daarbij meer dan eens. Zo speelde ze Niobe in zowel The Matrix Reloaded als The Matrix Revolutions en sprak ze de stem van nijlpaard Gloria in voor zowel de animatiefilm Madagascar als diens opvolgers Madagascar: Escape 2 Africa en Madagascar 3: Europe's Most Wanted.
Pinkett-Smith trouwde in 1997 met acteur Will Smith en voegde vervolgens zijn achternaam toe aan haar geboortenaam Pinkett. Samen kregen ze in 1998 zoon Jaden Christopher Syre Smith en in 2000 dochter Willow Camille Reign Smith. Willow is in Madagascar: Escape 2 Africa te horen als de stem van de baby van Gloria, het personage met de stem van haar moeder. Pinkett-Smith is samen met haar echtgenoot te zien in Ali. Haar broer Caleeb verschijnt dan weer als barman in haar regiedebuut The Human Contract uit 2008.
In 2018 maakte ze bekend dat ze volgens de artsen lijdt aan alopecia.
In 2023 maakte Jada, in haar boek en een interview, bekend dat ze sinds 2016 al is gescheiden van Will Smith.

## Filmografie
*Exclusief televisiefilms
| - The Matrix Resurrections (2021) - Angel Has Fallen (2019) - Girls Trip (2017) - Madagascar 3: Europe's Most Wanted (2012, stem) - Madagascar: Escape 2 Africa (2008, stem) - The Human Contract (2008) - The Women (2008) - Reign Over Me (2007) - Madagascar (2005, stem) - Collateral (2004) - The Matrix Revolutions (2003) - The Matrix Reloaded (2003) - Ali (2001) - Kingdom Come (2001) | - Bamboozled (2000) - Return to Paradise (1998) - Woo (1998) - Scream 2 (1997) - Mononoke-hime (1997, aka Princess Mononoke - stem in Engelstalige versie) - Set It Off (1996) - The Nutty Professor (1996) - Tales from the Crypt: Demon Knight (1995) - A Low Down Dirty Shame (1994) - Jason's Lyric (1994) - The Inkwell (1994) - Menace II Society (1993) |

## Televisieseries
*Exclusief eenmalige gastrollen
- Gotham - Fish Mooney (2014-2017, 28 afleveringen)
- Hawthorne - Christina Hawthorne (2009-2011, 30 afleveringen)
- A Different World - Lena James (1991-1993, 36 afleveringen)

- Bibsys: 5018524
- Biblioteca Nacional de España: XX1260071
- Bibliothèque nationale de France: cb140312333 (data)
- Gemeinsame Normdatei: 140973559
- International Standard Name Identifier: 0000 0001 1460 2158
- Library of Congress Control Number: no95036288
- MusicBrainz: 91f52cce-8af9-477e-907b-3535d9e9fe24
- Nationale Bibliotheek van Tsjechië: xx0071286
- Nationale Bibliotheek van Israël: 987007425429405171
- Nationale Bibliotheek van Polen: a0000001675528
- Nederlandse Thesaurus van Auteursnamen: 163194564
- Système universitaire de documentation: 11170359X
- Virtual International Authority File: 19880118
- WorldCat: E39PBJrgJv4MdFFj7DdrkCWCcP